# 日托米爾
日托米爾（羅馬化：Zhytomyr）是烏克蘭西北部日托米爾州日托米爾區的城市，为同名州的首府及同名区的行政中心，也是同名市镇的城区。人口約26萬。是連接華沙、基輔、明斯克、伊茲梅尔等城鎮的交通樞紐。

## 本地出身名人
- 谢尔盖·科罗廖夫，苏联火箭和宇航领域的科学家。
- 列霞·乌克兰卡，乌克兰作家，翻译，文化活动家。
- 弗拉基米尔·柯罗连科，乌克兰和波兰血统的作家，记者，公关人员和公众人物。
- 奥萊赫·奥利日奇（英语：Oleh Olzhych），乌克兰诗人，考古学家和政治家。
- 雅基夫·斯特秋克（乌克兰语：Стецюк Яків Нестерович），乌克兰作家，出生于日托米尔州，1945年以后一直在利沃夫工作。
- 斯维亚托斯拉夫·李赫特，德裔乌克兰钢琴家
- 尤柳什·扎倫布斯基（英语：Juliusz Zarębski），波兰作曲家和钢琴家。
- 塞爾希·維倫斯基[註 1]，企业家，联邦控股"资源集团"的创始人[2][3][4]。

## 友好城市
- 庫塔伊西
- 保加利亚 蒙塔納
- 白俄羅斯 戈梅利
- 波蘭 普沃茨克
- 波蘭 比托姆
- 中华人民共和国 商洛

## 備注
1. ↑  烏克蘭語：，羅馬化：Serhii Anatoliiovych Vilenskyi
俄语：，羅馬化：Sergey Anatolyevich Vilensky